# ارازم کارامیان
ارازم الکساندری کارامیان (ملیک-کارامیان) (ارمنی: Էրազմ Ալեքսանդրի Քարամյան (Մելիք-Քարամյան)؛ انگلیسی: Erazm Karamyan؛ ۱۵ مارس ۱۹۱۲ – ۱۵ ژوئن ۱۹۸۵) یک کارگردان فیلم و فیلم‌نامه‌نویس اهل ارمنستان بود. وی بین سال‌های ۱۹۳۷ تا ۱۹۸۸ میلادی فعالیت می‌کرد.

## زندگی‌نامه
عنوان افتخاری هنرمند مردمی ارمنستان شوروی در سال ۱۹۶۶ به وی اعطا گردید و برنده جایزه هنرمند مردمی اتحاد جماهیر شوروی در سال ۱۹۷۱ شد. وی در آرامستان مرکزی ایروان (توخماخ) به خاک سپرده شد.

## نگارخانه

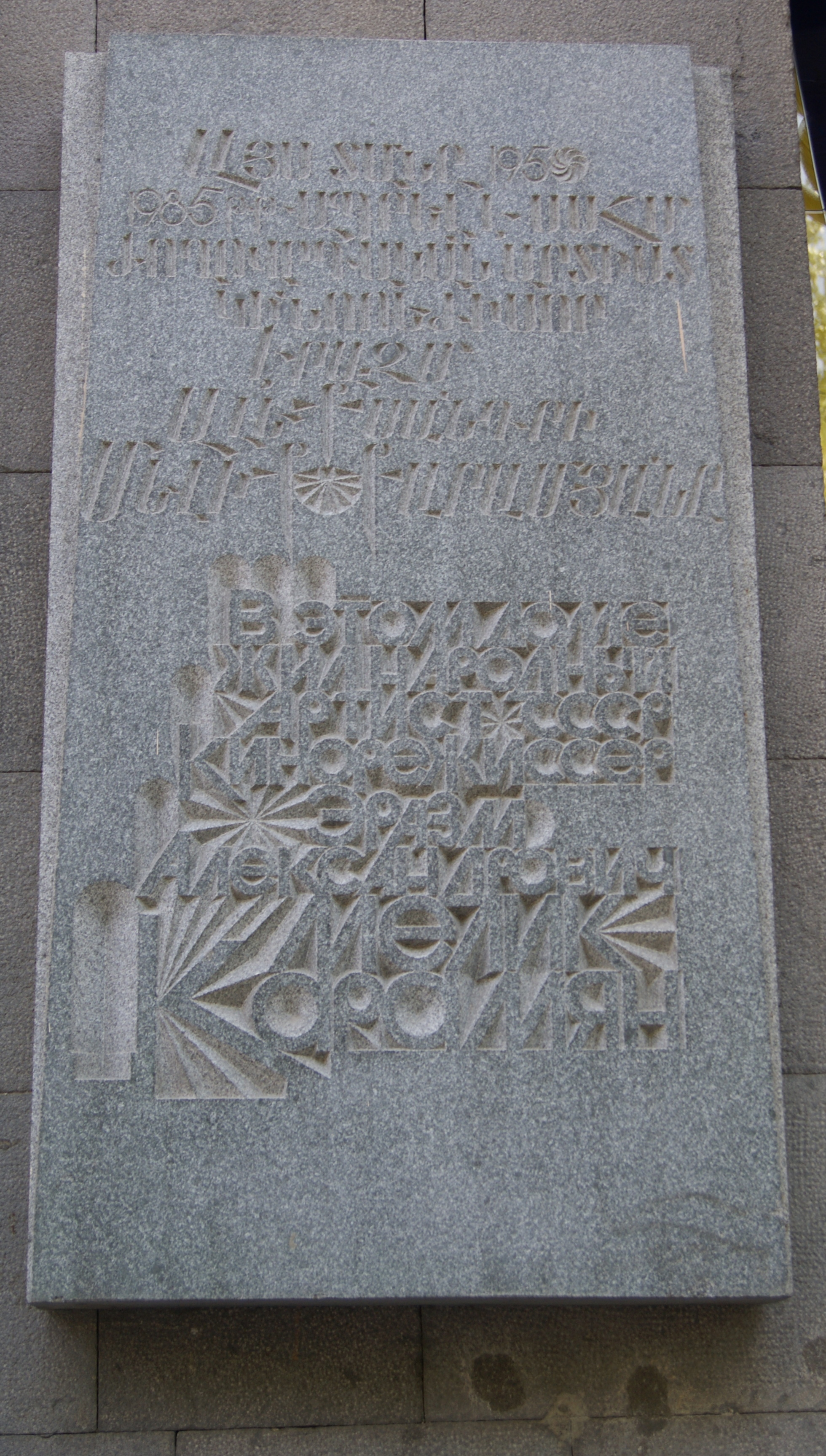